# Речица (Гомељска област)
Речица (блр. Рэчыца; рус. Речица) град је у југоисточном делу Републике Белорусије, и административни је центар Речичког рејона Гомељске области. Убраја се међу најстарија градска насеља на територији Белорусије, а први писани подаци о насељу потичу из 1213. године.

## Географија
Град Речица лежи на важној раскрсници магистралних друмских и железничких праваца Гомељ—Брест и Бабрујск—Светлогорск—Лојев.
Град је смештен на наплавној равници дуж десне обале реке Дњепар, низводно од места на ком се река Ведрич улива у Дњепар. Северозападни део града је нешто виши и лежи на акумулативној речној тераси. Дњепар је плован на делу тока кроз Речицу.
Клима у граду је умереноконтинентална. Просечна годишња температура ваздуха је 6,3 °C, у јануару -6,5 °C и јулу 18,5 °C. Просечна сума падавина на годишњем нивоу је 604 mm (максимално до 725 mm). Стабилан снежни покривач образује се почетком децембра и задржава се до краја марта са просечним висинама између 10 и 20 cm.

## Историја
Насеље је добило назив по некадашњој реци речици која се уливала у Дњепар на месту данашњег градског језгра.
Први писани подаци о Речици потичу из Новгородских летописа из 1231. и у то време насеље је било феуд кијевских и чернигавских књажева. Крајем 14. века градом је управљао литвански књаз Витолд (1392—1430) који је у насељу подигао утврђење од дрвета. Тврђава је постојала око 200 године, све до 1654. када је спаљена од стране козачких устаника.
Речица је постала један од првих белоруских градова који је у новембру 1511. добио магдебуршко право по наредби краља Сигизмунда III (то право које је Речици гарантовало статус слободног трговачког града потврђивано је у два наврата 1561. и 1596). Из тог периода потиче и садашњи градски грб. Године 1566, Речица постаје центар повјата Минског војводства.
Средином 17. века Речица је претрпела велика разарања као последица рата између козака и Пољака (1648—51), а према резултатима Андрусовског мира град је остао саставни део Пољско-Литванске Уније. Године 1793, постаје део Руске Империје, односно окружни центар Минске губерније.
Крајем XIX века основу становништва града чинили су Јевреји, а према подацима пописа из 1897. Јевреји су чинили 57,5% (или 5.334) целокупног становништва у граду. Почетком 20. века у граду је постојало чак 5 синагога, а постојала је и јеврејска школа.
Током Другог светског рата Речица је била под окупацијом Нацистичке Немачке од 23. августа 1941. до 18. новембра 1943, а током окупације готово целокупна јеврејска популација је побијена у гетоу који је постојао свега месец и по дана (од средине новембра до краја децембра 1941).
Привредни опоравак града интензивирао се након августа 1964. када су у близини града откривена значајна лежишта нафте, а прве тоне течне нафте потекле су ка нафтоводу Дружба 29. априла 1965. године.
Речички рејон је контанимиран великим дозама радиоактивног зрачења насталих као последица нуклеарне хаварије у Чернобиљу од 26. априла 1986. године.

## Становништво
Према подацима националног статистичког бироа Белорусије, 2011. су у Речици живела 64.562 становника.
| 1979.  | 1989.  | 1999.  | 2009.  | 2012.  |
| ------ | ------ | ------ | ------ | ------ |
| 60.327 | 69.427 | 69.427 | 64.731 | 64.562 |

## Градске знаменитости
- Градина - место на ком је током 13. века постојало утврђење.
- Католичка црква Свете Тројице - подигнута почетком  века у неоготичком стилу. Налази се на списку објеката од изразитог културно-историјског значаја Белорусије.
- Успењски сабор - православни храм из 1872.
- Капелица преподобне Ефросиније Полоцке - капелица на брду изнад Дњепра подигнута на месту где је 1910. одржана литургија поводом преноса моштију преподобне мати Ефросиније Полоцке из Кијева у Полацк.

## Међународна сарадња
Град Речица има потписане уговоре о међународној сарадњи са следећим градовима:
| - Окница, Молдавија - Белци, Молдавија - Чадир Лунга, Молдавија - Коњин, Пољска - Сатка, Чељабинска област, Русија - Љгов, Курска област, Русија |  | - Сургут, Русија - Белек, Турска - Прилуки, Украјина - Миргород, Украјина - Писек, Чешка |